# Будућност
У линеарном концепту времена, будућност је део временске линије који тек треба да се догоди, односно место у простор-времену где се налазе сви догађаји који се још нису десили. У овом смислу, будућност је супротна прошлости (низу догађаја који су се већ догодили) и садашњости (појаве које се дешавају сада).
Будућност је увек заузимала посебно место у филозофији и, уопште, људском уму. Ово је из разлога већим делом зато што људска бића често желе прогнозу догађаја који ће се десити. Можда је могуће тврдити да еволуција човечјег мозга великим делом представља еволуцију у спознајним способностима које су потребне да се предвиди будућност, тј. апстрактна машта, логика и индукција. Машта нам дозвољава да „видимо“ (односно предвидимо) могући модел дате ситуације без посматрања исте, ублажујући тиме ризике. Логичко резоновање дозвољава да се предвиде неизбежне последице акција и ситуација, па самим тим даје корисне податке о будућим догађајима. Индукција дозвољава повезивање узрока са последицама, основни предуслов за сваку прогнозу будућег времена.
Упркос овим спознајним алатима за разумевање будућности, стохастичка природа многих природних и друштвених процеса је учинила предвиђање будућности дуго траженим циљем многих људи и култура кроз историју. Људи који тврде да виде будућност, као што су пророци, уживали су велико признање па чак и друштвени значај у многим прошлим и садашњим заједницама. Целе псеудонауке, као што су астрологија и хијеромантија, прављене су са циљем предвиђања будућности. Добар део физичке науке се такође може протумачити као покушај да се направе квантитативна и објективна предвиђања везана за догађаје.
Будућност такође чини битну тему за религију. Религије често нуде прорицања о животу после смрти, као и о крају света. Сукоб у хришћанској религији између Божјег сазнања о будућности и слободе човечанства води, на пример, до доктрине о предестинацији